# Gonodonta
Gonodonta is een geslacht van vlinders van de familie spinneruilen (Erebidae).

## Soorten
- G. aequalis Walker, 1857
- G. aeratilinea Todd, 1872
- G. agora Druce
- G. alexandra Thöny, 1999
- G. amianta Hampson, 1924
- G. biarmata Guenée, 1852
- G. bidens Geyer, 1832
- G. clotilda Stoll, 1790
- G. correcta Walker, 1857
- G. chorinea Stoll, 1780
- G. distincta Todd, 1959
- G. ditissima Walker, 1858
- G. fernandezi Todd, 1959
- G. fulvangula Geyer, 1832
- G. fulvidens Felder, 1874
- G. holosericea Guenée, 1852
- G. immacula Guenée, 1852
- G. incurva Sepp, 1852
- G. indentata Hampson, 1926
- G. latimacula Guenée, 1852
- G. lecha Schaus, 1911
- G. lincus Cramer, 1775
- G. maria Guenée, 1852
- G. mexicana Schaus, 1901
- G. milla Thöny, 1999
- G. miranda Raymundo, 1908

- G. nitidimacula Guenée, 1852
- G. nutrix Stoll, 1780
- G. obesa Walker, 1864
- G. paraequalis Todd, 1959
- G. parens Guenée, 1852
- G. primulina Druce, 1887
- G. pseudamianta Todd, 1959
- G. pulverea Schaus, 1911
- G. pyrgo Cramer, 1771
- G. separans Walker, 1857
- G. sicheas Cramer, 1777
- G. sinaldus Guenée, 1852
- G. sitia Schaus, 1911
- G. soror Stoll, 1780
- G. sphenostigma Todd, 1973
- G. syrna Guenée, 1852
- G. unica Neumoegen, 1891
- G. uxor Cramer, 1780
- G. walkeri Todd, 1959